# جبنة شركسية
الجبنة الشركسية (قالب:Lang-ady) هي جبنة تصنع في أقليم شمال القوقاز وفي دمشق، حيث انتقلت إلى المنطقة العربية من خلال الأقليات الشركسية. الجبنة الشركسية هي نوع من الأجبان المعتدلة التي لا تذوب عند القلي أو الخبز والتي تتفتت كالفتة.
يقام سنوياً مهرجان خاص للجبنة الشركسية في مايكوب، عاصمة جمهورية أديغيا والذي يتزامن مع المهرجان الثقافي الشركسي حيث يشارك العديد من عدة مناطق من شمال القوقاز للتنافس في إنتاج أفضل أنواع الأجبان الشركسية. أقيم آخر مهرجان في الرابع من أكتوبر 2010.